# Associazione Calcio Entella 1947-1948
Questa voce raccoglie le informazioni riguardanti l'Associazione Calcio Entella nelle competizioni ufficiali della stagione 1947-1948.

## Stagione
Nella stagione 1947-1948 l'Entella disputò il campionato di Serie C, raggiungendo il 12º posto nel Girone B. Questo piazzamento avrebbe dovuto farla retrocedere in Prima Divisione, ma in seguito al Caso Napoli venne inquadrata in Promozione.

## Divise
| 1ª divisa | 2ª divisa |

## Rosa
| N. |                   | Ruolo | Calciatore        |
| -- | ----------------- | ----- | ----------------- |
|    | Italia (bandiera) |       | Francesco Ambiant |
|    | Italia (bandiera) |       | Gino Becattini    |
|    | Italia (bandiera) |       | Bernardini        |
|    | Italia (bandiera) |       | Bichielli         |
|    | Italia (bandiera) |       | Cai               |
|    | Italia (bandiera) |       | Califano          |
|    | Italia (bandiera) |       | Gino Callegari    |
|    | Italia (bandiera) |       | Nanni Carlini     |
|    | Italia (bandiera) |       | Cavicchioli       |
|    | Italia (bandiera) |       | Chiappino         |
|    | Italia (bandiera) |       | Costa             |

| N. |                   | Ruolo | Calciatore        |
| -- | ----------------- | ----- | ----------------- |
|    | Italia (bandiera) |       | Finocchietto      |
|    | Italia (bandiera) |       | Michele Giachino  |
|    | Italia (bandiera) |       | Cesare Lampugnani |
|    | Italia (bandiera) |       | Emilio Merello    |
|    | Italia (bandiera) |       | Pellino           |
|    | Italia (bandiera) |       | Carlo Pescio      |
|    | Italia (bandiera) |       | Aldo Popoli       |
|    | Italia (bandiera) |       | Aldo Quartini     |
|    | Italia (bandiera) |       | Ugo Raso          |
|    | Italia (bandiera) |       | Carlo Vallebella  |
|    | Italia (bandiera) |       | Vergazzola        |